# Camarlenc
Un camarlenc és, en certes corts europees, l'oficial palatí encarregat dels serveis domèstics del sobirà, llevat el de taula. A la Corona d'Aragó i als darrers segles medievals, el camarlenc havia de vetllar per la seguretat del sobirà, fer-se càrrec dels seus vestits i armes i tenir cura del segell secret. Era cap de la Cambra del rei i era part del Consell Reial. Depenia del majordom de palau i tenia a les seues ordres els cambrers, apotecaris, escrivans, etc., que estaven al servei del monarca. Fins al segle xiv fou anomenat cambrer major.
Dins la cúria romana és el Cardenal que s'encarrega d'administrar-ne els béns i ho fa amb plena autoritat si hi ha Seu vacant la Santa Seu.
En l'administració del regne visigot, el comte camarlenc (comes cubiculariorum) era el funcionari encarregat de les qüestions domèstiques i del protocol.